# Minaret
Minaret (munara) je toranj uz džamiju s čijeg "balkona" mujezin poziva muslimane pet puta dnevno na molitvu. Riječ potiče od arapskog manara što znači svjetionik. Tijekom 17. stoljeća turska riječ minaret ulazi u europske jezike. Najstarije džamije još nisu imale minarete. Kasnije, ali najkasnije od 7. stoljeća, minaret postaje bitan sastavni dio džamije. 
Danas je minaret još uglavnom tradicionalni dekorativni element džamije, jer se pozivi na molitvu u većini modernih džamija emitira uz pomoć zvučnika.
Najviši minaret od 210 m nalazi se u Casablanci, dok je najviši minaret sagrađen od opeke Kubat minaret u Delhiju u Indiji. Trenutno se u Teheranu grade dva minareta visine od 230 m. [neaktivna poveznica].

## Ostalo
- Islamska umjetnost i arhitektura